# Wincanton Classic 1990
De Wincanton Classic 1990 was de tweede editie van deze wielerkoers in Groot-Brittannië en werd verreden op 29 juli, in en rond Brighton, Engeland. De koers was 239 kilometer lang, en maakte deel uit van de strijd om de wereldbeker.

## Uitslag
| Wincanton Classic 1990 |                    |                      |            |
| Plaats                 | Naam               | Ploeg                | Tijd       |
| Winnaar                | Gianni Bugno       | Chateau d'Ax-Salotti | 6u 09' 51" |
| 2                      | Sean Kelly         | PDM-Concorde         | + 0' 13"   |
| 3                      | Rudy Dhaenens      | PDM-Concorde         | z.t.       |
| 4                      | Claudio Chiappucci | Carrera              | z.t.       |
| 5                      | Marc Sergeant      | Panasonic-Isostar    | z.t.       |
| 6                      | Michel Dernies     | Weinmann-SMM Uster   | z.t.       |
| 7                      | Sammie Moreels     | Lotto-Super Club     | z.t.       |
| 8                      | Federico Echave    | CLAS-Cajastur        | z.t.       |
| 9                      | Dirk De Wolf       | PDM-Concorde         | z.t.       |
| 10                     | Marino Lejarreta   | ONCE                 | z.t.       |
|                        |                    |                      |            |
| 20                     | Nico Verhoeven     | PDM-Concorde         | + 2' 05"   |

1989 · 1990 · 1991 · 1992 · 1993 · 1994 · 1995 · 1996 · 1997